# Secret compartit
En criptografia, un secret compartit és una peça de dades que només és coneguda per les parts involucrades en una comunicació segura. El secret compartit pot ser una contrasenya, una frase d'accés, una xifra gran o una matriu de bytes escollits a l'atzar. El secret compartit es pot acordar prèviament entre les parts de la comunicació. Aleshores, se'l pot anomenar clau precompartida. També es pot crear a l'inici de la sessió de comunicació utilitzant un protocol per acordar la clau, per exemple utilitzant criptografia de clau pública. El secret compartit pot ser utilitzat per a l'autenticació (per exemple en connectar-se a un sistema informàtic remot) fent servir mètodes com ara el repte-resposta o ser convertit en una funció de derivació de clau per produir una o més claus per ser utilitzades en l'encriptació i/o en la codificació de l'autenticació de missatges (MAC).